# Мондідьє (округ)
Округ Мондідьє (фр. Arrondissement de Montdidier) — округ у Франції, в департаменті Сомма. 2023 року округ об'єднував 109 муніципалітетів, населення становило 47 198 осіб.
Адміністративний центр (супрефектура) — Мондідьє.

## Муніципалітети
Список муніципалітетів округу та їхні коди INSEE:
1. Аєнкур (80049)
2. Аї-сюр-Нуа (80010)
3. Ай (80405)
4. Аллівілле (80407)
5. Ангар (80414)
6. Андеші (80023)
7. Анже-ан-Сантерр (80415)
8. Арвілле (80031)
9. Арманкур (80027)
10. Ассенвілле (80032)
11. Аттанкур (80421)
12. Балатр (80053)
13. Беврень (80101)
14. Бекіньї (80074)
15. Бертокур-ле-Тенн (80094)
16. Біарр (80103)
17. Бокурт-ан-Сантерр (80064)
18. Браш (80132)
19. Буссікур (80125)
20. Буянкур-ла-Батай (80121)
21. Бюс-ла-Мезьєр (80152)
22. Варсі (80822)
23. Верпійєр (80790)
24. Віллер-ле-Руа (80803)
25. Віллер-о-Ерабль (80797)
26. Віллер-Турнель (80805)
27. Гвіанкур-сюр-Нуа (80403)
28. Гербіньї (80395)
29. Гратібю (80386)
30. Гривен (80390)
31. Гривілле (80391)
32. Грюні (80393)
33. Гуаянкур (80383)
34. Давенескур (80236)
35. Дамрі (80232)
36. Данкур-Попенкур (80233)
37. Демюен (80237)
38. Домар-сюр-ла-Люс (80242)
39. Доммартен (80246)
40. Ерлі (80433)
41. Ерш (80278)
42. Ерше (80279)
43. Ескленвілле (80283)
44. Еталон (80292)
45. Етельфе (80293)
46. Жумель (80452)
47. Іньокур (80449)
48. Кайо-ан-Сантерр (80181)
49. Кантіньї (80170)
50. Каррепюї (80176)
51. Кірі-ле-Сек (80657)
52. Коттанші (80213)
53. Кремрі (80223)
54. Крессі-Оманкур (80224)
55. Кульмель (80214)
56. Куртманш (80220)
57. Ла-Невіль-Сір-Бернар (80595)
58. Ла-Фалуаз (80299)
59. Лабуасьєр-ан-Сантерр (80453)
60. Лавард-Може-л'Ортуа (80469)
61. Ле-Кардоннуа (80174)
62. Ле-Кенель (80652)
63. Ле-Плесьє-Розенвілле (80628)
64. Л'Ешель-Сент-Орен (80263)
65. Ліанкур-Фосс (80473)
66. Ліньєр (80478)
67. Локур (80467)
68. Лувреші (80494)
69. Маї-Ренваль (80499)
70. Мальпар (80504)
71. Марестмонтьє (80511)
72. Марківілле (80517)
73. Марше-Аллуард (80508)
74. Мезьєр-ан-Сантерр (80545)
75. Меній-Сен-Жорж (80541)
76. Мондідьє (80561)
77. Морей (80570)
78. Моризель (80571)
79. Обвілле (80037)
80. Оберкур (80035)
81. П'єнн-Онвілле (80623)
82. Реможі (80667)
83. Рожі (80675)
84. Ролло (80678)
85. Руа (80685)
86. Руагліз (80676)
87. Руврель (80681)
88. Рюбескур (80687)
89. Сен-Мар (80708)
90. Совілле-Монживаль (80729)
91. Сурдон (80740)
92. Тенн (80751)
93. Тійолуа (80759)
94. Торі (80758)
95. Труа-Рив'єр (80625)
96. Фавроль (80302)
97. Фескам (80306)
98. Фіньєр (80311)
99. Флер-сюр-Нуа (80315)
100. Фольвіль (80321)
101. Фонтен-су-Мондідьє (80326)
102. Фонш-Фоншетт (80322)
103. Франсюр (80349)
104. Френуа-ан-Шоссе (80358)
105. Френуа-ле-Руа (80359)
106. Фуанкам (80337)
107. Шамп'ян (80185)
108. Ширмон (80193)
109. Шоссуа-Епаньї (80188)